# Erupcja pliniańska
Erupcja pliniańska – najniebezpieczniejszy rodzaj erupcji wulkanu powodujący największe szkody. Przykładem takiego wybuchu była erupcja Wezuwiusza w 79 roku, Tambora w 1815 roku, Krakatau w 1883 roku i Góry Świętej Heleny w 1980 roku. Podczas takiego wybuchu wulkan może wyrzucić w powietrze 2/3 swojej objętości.
Erupcje pliniańskie wyzwalają ogromne ilości energii, rozsadzającej niekiedy struktury wulkaniczne i powodującej powstanie rozległych kalder. Kolumny erupcyjne wznoszą się do stratosfery (na wys. 25-40 km), gdzie rozprzestrzeniają się poziomo, doprowadzając do globalnego ochłodzenia, a w przypadku kolapsu wywołują katastrofalne spływy piroklastyczne. Kluczowymi cechami są wyrzucanie dużej ilości pumeksu i bardzo silne, ciągłe erupcje napędzane gazem. Sosna pinia, została użyta przez Pliniusza Młodszego do opisania jak wyglądała erupcja.